# 森翔太
森 翔太（もり しょうた、1983年12月19日 - ）は、日本の映像作家。鳥取県倉吉市出身。鳥取県在住。フリーランス。

## 来歴
鳥取県立倉吉東高等学校、静岡文化芸術大学文化政策学部芸術文化学科卒業。商社営業職を経て、舞台制作会社precogでアルバイトに就く。
2010年、パフォーマンス集団悪魔のしるしの正式メンバーとして数々の公演に参加。2012年に同団体を脱退。その後は、舞台出演、映像制作などを行っている。
2013年、Gizmodoで仕込みiPhone動画の紹介記事が掲載されたことにより国内外のテレビメディアで取り上げられた。
2021年、自主制作映像『17クラブ』で、初短編作品を公開。

## 受賞歴
第17回文化庁メディア芸術祭「エンターテインメント部門」審査委員会推薦作品「仕込みiPhone」
2014 Ars Electronica【next idea】部門、Honorary Mention
2021 横濱インディペンデント・フィルム・フェスティバル短編部門 最優秀作品「17クラブ」

## 監督作品

### 短編作品
- 『17クラブ』（2021年6月、企画・監督・脚本・編集：森翔太）

### PV
- 『仕込みiPhone』（2011年〜2012年）
- 『理沙子』（2011年〜2012年）
- 『愛の二等辺三角形』主演:斉藤優里（乃木坂46 13th Single「今、話したい誰かがいる」Type-A収録）（2015年10月）
- 『教習所で見せられる保険加入のビデオ』主演:松村沙友理（乃木坂46 17th Single「インフルエンサー」収録）（2017年3月）
- 『ホラー映画で一番最初に死ぬやつ』主演:与田祐希（乃木坂46 20th Single 「シンクロニシティ」収録）(2018年4月)
- 映画『いぬやしき』（2018年4月、監督：佐藤信介）映画内におけるテレビ映像担当
- 『ねじ式 NEJI-SHIKI』原作：つげ義春　（2018年9月）
- CV部（2019年〜2021年）

### ライブ映像
- 乃木坂46 真夏の全国ツアー2023　オープニング映像（2023.8.25~8.28 明治神宮野球場）

## 主な出演

### 舞台
- 『禁煙の害について』（2010年6月：悪魔のしるし）
- 『悪魔のしるしのグレートハンティング』（2010年11月：悪魔のしるし）
- 『桜の園』（2012年1月：悪魔のしるし）
- 『ロマンス教室2（〜僕と理沙子の90日）』(演出 出演)（2012年5月：ロマンス教室）
- 『ビート・ジェネレーション』（2012年9月：東葛スポーツ）
- 『倒木図鑑』（2012年9月：悪魔のしるし）
- 『ドッグヴィル』（2013年2月：東葛スポーツ）
- 『明日のアー』（2015年9月：明日のアー）
- 『明日のアー（京都公演）』（2016年2月：明日のアー）
- 『会話表現Ⅰ・Ⅱ』（2018年4月：明日のアー）

## 書籍掲載
- 「映像作家100人 2014」BNN社
- 「映像作家100人 2015」BNN社
- 「Mdnクリエーターズファイル2016」Mdn